# Enkyō (periodo Kamakura)
L'era Enkyō (延慶?), conosciuta anche come Enkei, è l'era del Giappone (年号?, nengō, let. "nome dell'anno") compresa tra l'era Tokuji e l'era Ōchō, che comprende l'arco di tempo dall'ottobre 1308 all'aprile 1311. L'imperatore regnante fu Hanazono, anche se in realtà fu l'ex imperatore Fushimi che continuò a detenere il potere per diversi anni come imperatore in ritiro.

## Il cambio di era
Nel 1308 (Enkyō gannen), il nome dell'era viene cambiato per marcare l'incoronazione dell'imperatore Hanazono.

## Eventi dell'era Enkyō
- 1308 (Enkyō 1): dopo la morte dell'imperatore Go-Nijō, Hanazono sale al trono all'età di 12 anni. Il futuro imperatore Go-Daigo figlio dell'ex imperatore Go-Uda viene nominato erede al trono, sotto apparente pressione del governo di Kamakura[5]
- 1308 (Enkyō 1, 10º mese): Kujō Moronori si dimette dalle carica di sekkan, e Takatsukasa Fuyuhira prende il suo posto.[6]
- 1309 (Enkyō 2, 2º mese): Konoe Iehira viene promosso a ministro della sinistra.[6]
- 1310 (Enkyō 3, 11º mese): muore Hōjō Sadafusa, e Hōjō Tokiatsu viene nominato suo successore per la carica di Rokuhara Tandai.[6]